# Hamataliwa vanbruggeni
Hamataliwa vanbruggeni là một loài nhện trong họ Oxyopidae.
Loài này thuộc chi Hamataliwa. Hamataliwa vanbruggeni được Christa L. Deeleman-Reinhold miêu tả năm 2009.